# (19100) 1981 EH5
A (19100) 1981 EH5 a Naprendszer kisbolygóövében található aszteroida. Schelte J. Bus fedezte fel 1981. március 2-án.